# (73400) 2002 LF21
(73400) 2002 LF21 – planetoida z pasa głównego asteroid okrążająca Słońce w ciągu 5,36 lat w średniej odległości 3,06 j.a. Odkryta 6 czerwca 2002 roku.